# C3 (tunnelbanevagn)
C3 är en tunnelbanevagn som tillverkades och levererades till Stockholms tunnelbana av ASJ och ASEA år 1957–1959.
Vagnarna saknar fullt utrustade förarhytter och gick som mellanvagnar. C3 2366, 2367 och 2372 byggdes om av Kalmar verkstad år 1990 och fick då blå färgsättning. De återfick dock senare grön färgsättning.

## C3 året 1999
1 januari 1999 fanns 3 stycken C3:or i trafik, C3 2366, C3 2367 och C3 2372.

## Bevarade vagnar
Vagn 2367 finns bevarad och ingår i Stockholms Spårvägsmuseums veterantåg.

## Webbkällor
- Svenska spårvägssällskapet